# Ebla

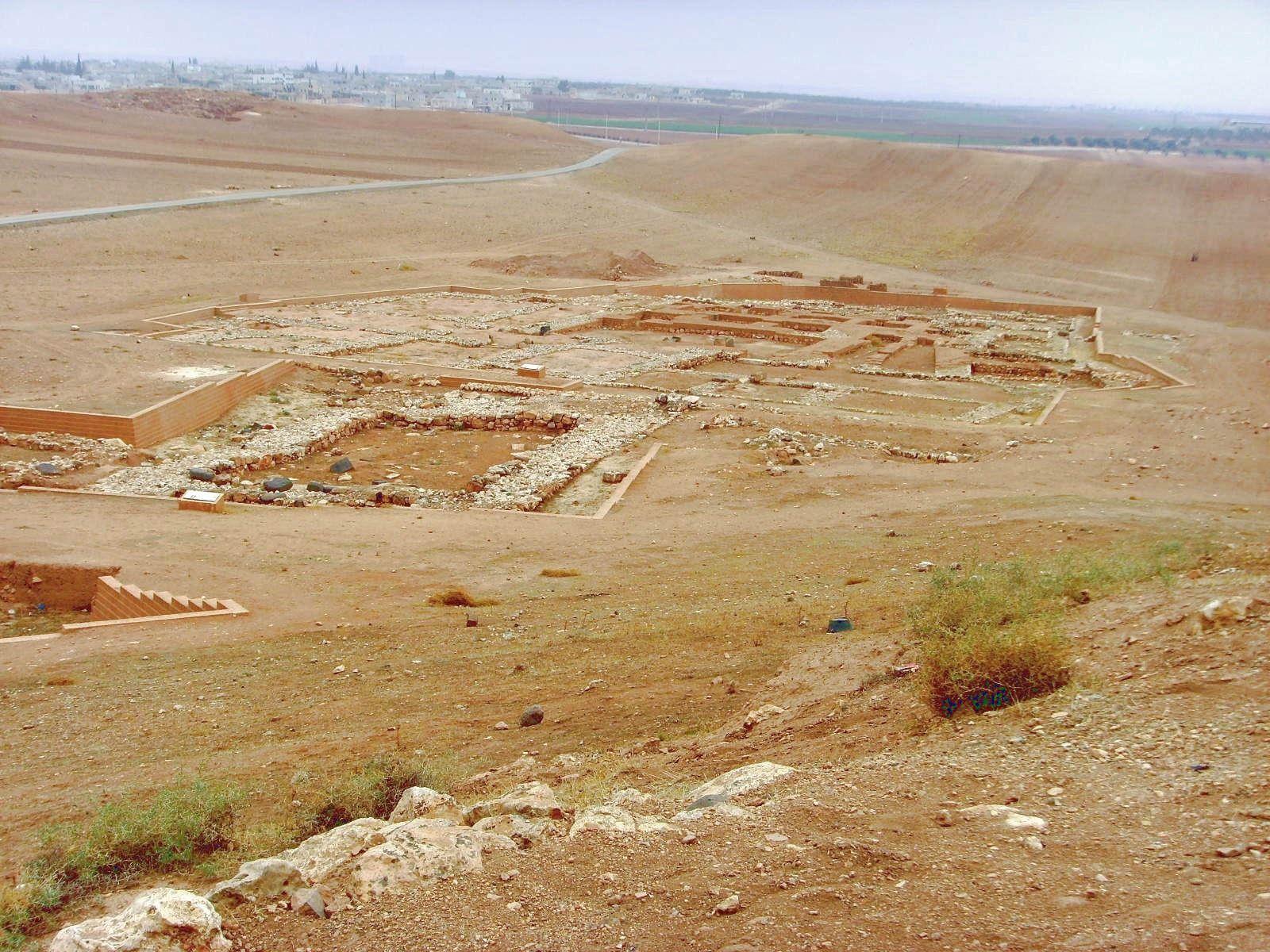
Ausgrabungen in Ebla I

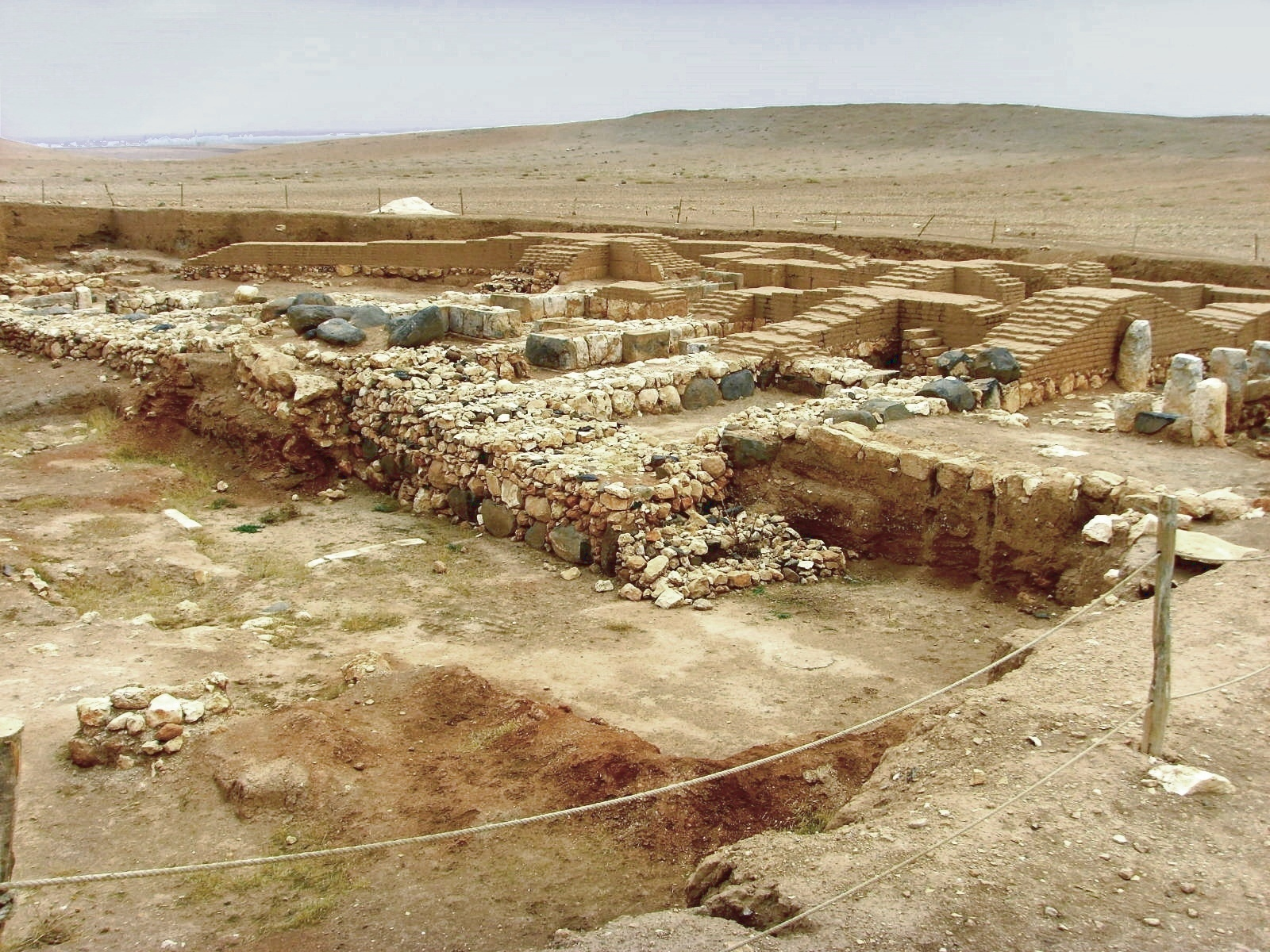
Ausgrabungen in Ebla II

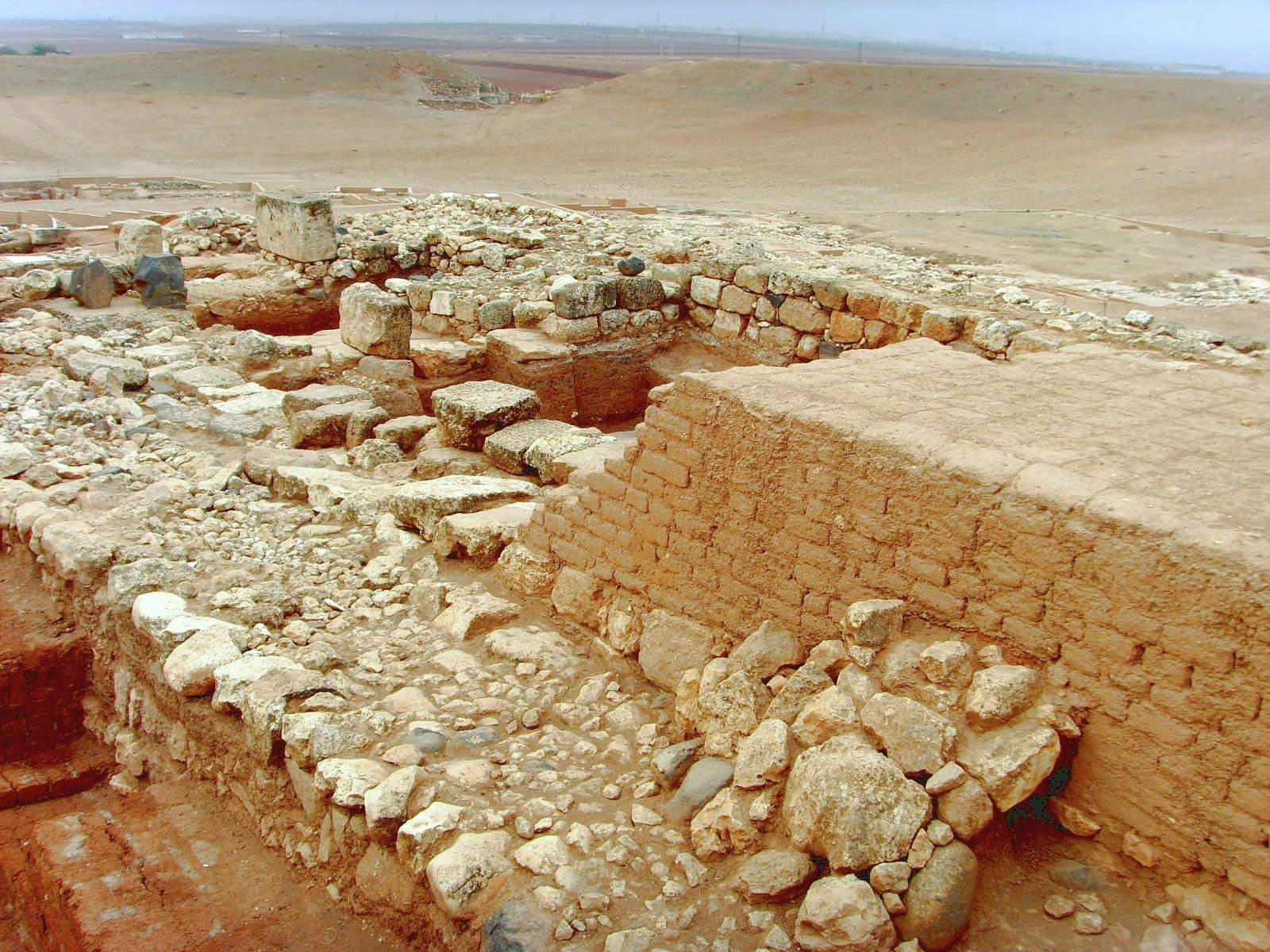
Ausgrabungen in Ebla III

Ebla war eine antike Stadt im Norden Syriens, etwa 55 km südwestlich von Aleppo. Sie hatte während zweier Perioden, gegen Ende des 3. Jahrtausends v. Chr. und zwischen 1800 und 1650 v. Chr., den Status eines Stadtstaates.
Der Siedlungshügel der Ausgrabungsstätte, der vor allem für sein Archiv von über 20.000 Keilschrift-Tontafeln aus dem 3. Jahrtausend v. Chr. bekannt ist, heißt Tell Mardikh.

## Entdeckung und Ausgrabung
1964 begannen italienische Archäologen der Universität Rom unter Leitung von Paolo Matthiae mit Ausgrabungen bei Tell Mardikh. 1968 fanden sie eine Statue der Göttin Ištar, die den Namen eines Königs von Ebla – Ibbit-Lim – trug. Hierdurch wurde die Stadt, die bereits lange durch ägyptische und akkadische Schriften bekannt war, identifiziert. Im folgenden Jahrzehnt entdeckte das Team einen Palast, den Palast von Ebla, der auf die Zeit zwischen 2500 und 2000 v. Chr. datiert wurde. In den Ruinen fanden sich die oben bereits erwähnten über 20.000 gut erhaltenen Keilschrifttafeln, die auf Sumerisch und Eblaitisch – einer vorher unbekannten semitischen Sprache – verfasst sind. Diese Tafeln deuten auf die enge Beziehung der Stadt zum südlichen Mesopotamien hin, wo die Keilschrift entwickelt wurde. Die Tafeln enthielten auch Vokabellisten, die ihre Übersetzung ermöglichten.
Die Übersetzungen zeigten, dass man hier nicht die Palastbibliothek – die möglicherweise noch auf ihre Entdeckung wartet – gefunden hatte, sondern ein Archiv über Steuern und Abgaben, Gesetzestexte, diplomatische und Handelskontakte, und eine Schreibstube, in der Texte kopiert wurden. Die größeren Tafeln waren ursprünglich in Regalen untergebracht, aus denen sie bei der Zerstörung des Palastes herausgefallen waren. Die Fundstellen der Tafeln erlaubten den Ausgräbern eine Rekonstruktion ihrer ehemaligen Position. Es zeigte sich sehr schnell, dass sie entsprechend ihrem Inhalt in den Regalen sortiert gewesen sein mussten.

## Ebla im 3. Jahrtausend v. Chr.
Der Name Ebla bedeutet „weißer Felsen“ und geht auf die Kalkfelsen zurück, auf denen die Stadt erbaut worden war. Die Gegend zeigte Spuren von Besiedlung bereits im 4. Jahrtausend v. Chr., aber der Höhepunkt der Bedeutung der Stadt wurde erst in der zweiten Hälfte des nächsten Jahrtausends erreicht. Eblas erste Blüte liegt zwischen 2400 und 2240 v. Chr. Sein Name wird in akkadischen Texten um 2300 v. Chr. erwähnt.
Die meisten der gefundenen Keilschrifttafeln, die aus dieser Periode datieren, enthalten wirtschaftliche Daten. Sie vermitteln einen guten Eindruck vom täglichen Leben der Stadtbewohner und der kulturellen, wirtschaftlichen und politischen Situation in Nordsyrien und im nahen Osten um die Mitte des 3. Jahrtausends vor Christus. Sie erwähnen Orte und Völker, die später auch im Alten Testament erwähnt werden, unter anderem findet sich hier die erste Erwähnung von Jerusalem. Über 80 Stadtstaaten erscheinen in diesen Texten (z. B. Ebal, Manuwat, Binasu).

### Wirtschaft
Zu Glanzzeiten war Ebla durch seine strategisch günstige Lage an den Handelswegen zwischen Euphrat und Mittelmeer ein wichtiges Wirtschaftszentrum. Die Tafeln zeigen, dass die Bewohner Eblas über 200.000 Tiere (Schafe, Ziegen und Kühe) besaßen. Das wichtigste Handelsgut der Stadt war vermutlich Holz von den nahegelegenen Bergen, eventuell auch aus dem Libanon, und Textilien, die in sumerischen Texten des Stadtstaates Lagaš erwähnt werden. Haupthandelspartner war wohl Mesopotamien, insbesondere Kiš, außerdem sind Kontakte mit Ägypten durch Geschenke der Pharaonen Chephren und Pepi I. bekannt. Die Ägypter waren auch Hauptabnehmer des aus Afghanistan stammenden Lapislazuli. Handwerkswaren mögen ebenfalls ein wichtiges Exportgut gewesen sein: Exquisite Gegenstände wurden aus den Ruinen geborgen, wie Ebenholzmöbel mit Perlmuttintarsien und Statuen aus verschiedenfarbigen Steinen. Der Kunststil von Ebla hat möglicherweise das 2350 bis 2150 v. Chr. nachfolgende akkadische Reich beeinflusst.

### Politik und Verwaltung
Die politische Organisation ist ziemlich unklar, aber die Stadt scheint von einer Handelsaristokratie beherrscht worden zu sein, die einen König wählte und die Verteidigung der Stadt an bezahlte Söldner übertrug. Durch die Keilschrifttafeln wurden die Namen von Königen überliefert:
- Igriš-Halam
- Irkab-Damu
- Isar-Damu

Die Monarchie könnte nach Ebrium erblich geworden sein, da von seinen Söhnen gesagt wird, dass sie über nahegelegene Orte herrschten.

### Religion
Zu dieser Zeit wurden in Ebla einige bekannte (Dagān, Ištar, Reschef, Kanisch, Hadad) und einige unbekannte (Kura, Nidakul) semitische Gottheiten verehrt, daneben einige sumerische (Enki, Ninki) und hurritische Götter (Aštabi, Ḫebat, Išḫara). Die Hauptgötter von Ebla waren Kura, Utu und Adda (NI-dabbal). Giovanni Pettinato nimmt an, dass Dagan (dBE) der Hauptgott von Ebla war, eventuell sogar ein Obergott (Henotheismus), hier folgten ihm jedoch wenige andere Forscher. Nach Feliu kann dBE nicht sicher mit Dagan identifiziert werden.

### Die Zerstörung von Ebla
Sargon von Akkad und sein Enkel Naram-Sin, die Eroberer großer Teile Mesopotamiens, behaupten beide von sich, Ebla zerstört zu haben; das exakte Datum der Zerstörung ist umstritten, 2240 v. Chr. ist ein möglicher Kandidat. Für die nächsten drei Jahrhunderte blieb Ebla eine kleine Siedlung unter der Kontrolle der nahe gelegenen Stadt Urschu.

## Ebla im 2. Jahrtausend v. Chr.
Einige Jahrhunderte nach der Zerstörung durch die Akkader erreichte Ebla einen Teil seiner Bedeutung wieder und erlebte eine zweite Blüte von etwa 1850 bis 1600 v. Chr. Seine Bewohner wurden als Amurriter bezeichnet, deren erster König Ibbit-Lim war.
Ebla wird in Texten aus Alalach von etwa 1750 v. Chr. erwähnt. Die Stadt wurde durch den hethitischen König Muršili I. oder Ḫattušili I. in der turbulenten Zeit von 1650 bis 1600 v. Chr. zerstört.
Ebla erholte sich nie wieder von dieser zweiten Zerstörung, war dennoch nachweislich kontinuierlich bis in hellenistische Zeit (Ebla VI B reicht bis ins 1. Jahrhundert v. Chr.) besiedelt.  Ein Teil des Hügels war in nachchristlicher Zeit von einem bis ins 7. Jahrhundert existierenden byzantinischen Kloster überbaut. Danach blieb der Ort verlassen.

## Zerstörungen im 21. Jahrhundert
Seit 2014 wurde Ebla durch Raubgrabungen weiter zerstört, die offenbar der Finanzierung des IS durch Antiquitätenschmuggel dienten. Ein zerstörter Archivraum mit Tausenden Schrifttafeln wurde in rekonstruierter Form im Jahr 2016 im Kolosseum in Rom ausgestellt. Ebenso kam es zu Zerstörungen während der Rückeroberung der durch den IS besetzten Gebiete in Idlib durch die Syrisch-Arabische Armee (SAA) im Februar 2020.